# Fanny Cathcart

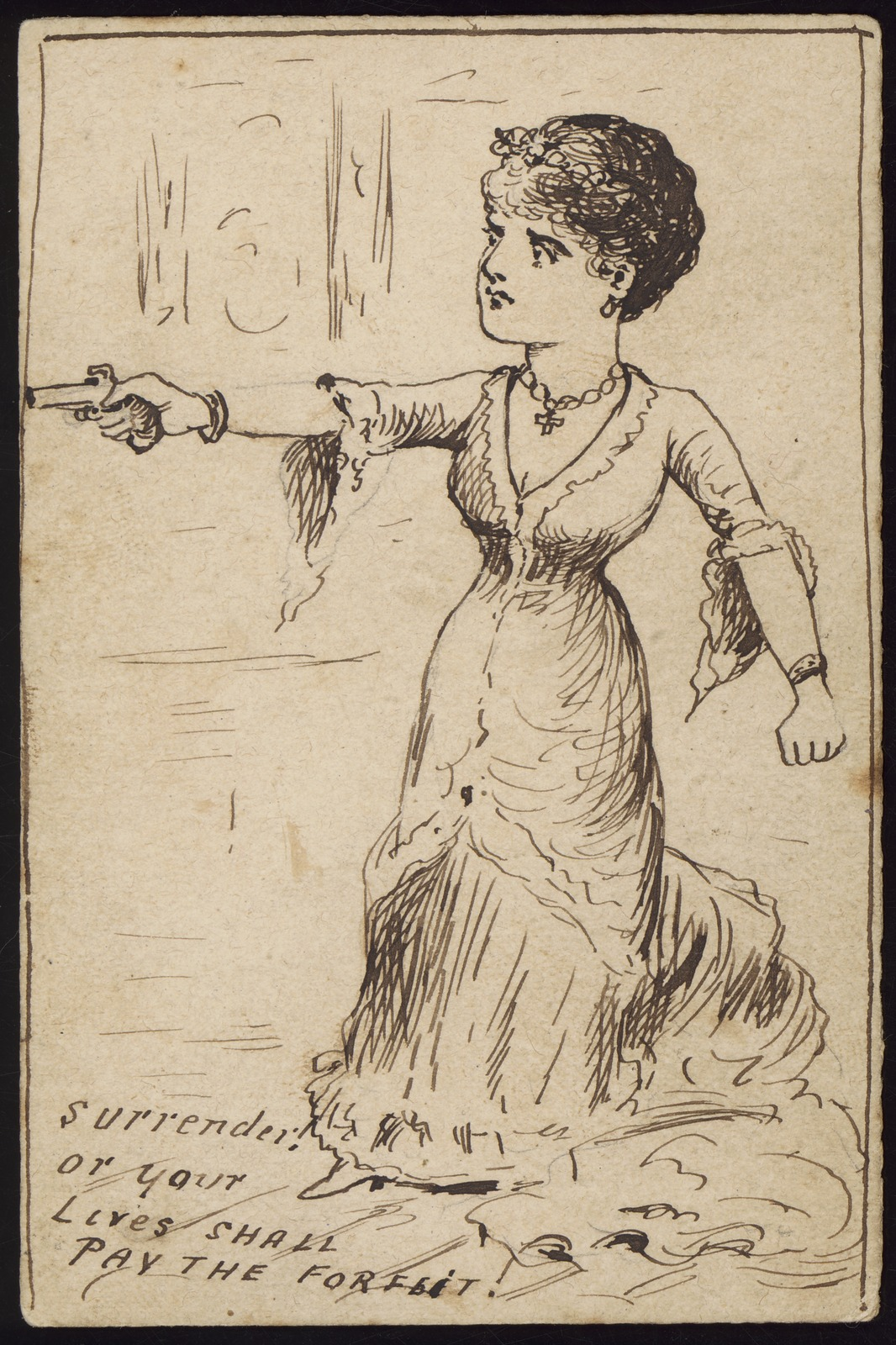
Fanny Cathcart

Mary Fanny Cathcart, född 1833, död 1880, var en australiensisk skådespelare, aktiv 1853–1878. 
Cathcart var född i England som dotter till James Cathcart och Fannie Hubbard. Hennes far var ledare för den del teaterällskap i landsorten, och hennes bröder blev alla välkända skådespelare i London. Hon engagerades vid Gustavus Brookes teatersällskap 1853 och anlände till Melbourne i Australien med dem 1855. Hon gifte sig samma år med sin kollega Robert James Heir, som 1858-59 var direktör för Theatre Royal i Melbourne. Cathcart stämdes 1855 för kontraktsbrott av Brooke, vilket blev ett uppmärksammad fall i media.
Mary Fanny Cathcart beskrivs som Australiens största kvinnliga teaterstjärna mellan 1855 och 1865 inom både högre komedi och Shakespeare. Hon beskrivs som vacker men också som en begåvad artist, och var känd för sin preciscion och trohet för detaljer, och mottog juveler av publiken. Hon turnerade runt hela Australien, men hade sin bas i Melbourne. 1865 började hon överlåta sina roller på yngre skådespelare och tackade allt oftare nej till roller, men då hon återigen blev aktiv 1871 hälsades hon med stort bifall. Mellan 1872 och 1877 turnerade hon i Nya Zeeland, USA och Australien. Hon agerade då mestadels i sin makes pjäser.   